# Monochamus aberrans
Monochamus aberrans là một loài bọ cánh cứng trong họ Cerambycidae.